# Bert Hawthorne
Herbert William „Bert“ Hawthorne (* 17. Dezember 1943 in Derryhennett, County Armagh, Nordirland; † 14. April 1972 am Hockenheimring) war ein in Nordirland geborener neuseeländischer Rennfahrer der auf mehreren Kontinenten Rennen gewann und in Deutschland tödlich verunglückte.

## Karriere
Nach Auswanderung im Alter von 13 Jahren fuhr er Mitte der 1960er Jahre Autorennen mit einem Ford Anglia. In England arbeitete Hawthorne als Rennmechaniker und für Ron Tauranac in der Brabhamfabrik. Dort baute er für sich einen von Dutzenden gefertigten Brabham BT21-Formel-3-Rennwagen, den er mit 1600-cm³-Motor in Neuseeland einsetzte, und in England als regulären Formel 3 betrieb. In den USA wurde er 1971 Vizemeister der Formel Atlantic.
Die Kolumbianische Formel-2-Serie hatte 1971 vielversprechend begonnen. Am 27. Februar 1972 gewann Hawthorne in Bogotá das Formel-B-Rennen und erzielte mit dem für die Formel 2 konstruierten Brabham BT38 dessen ersten Sieg.
In Europa stieg Hawthorne nicht mit Brabham in die Britische Formel-2-Meisterschaft und Formel-2-Europameisterschaft ein, sondern mit Leda Engineering, unter dem Namen hatte Len Terry 1970 das Formel 5000-Modell „Leda LT20“ gebaut, als Nachfolger des Surtees TS5 von 1969. Allan McCall baute einen Leda-Tui AM29, der Vogel Tuihonigfresser steuerte den zweiten Namensteil bei, Antrieb war der Formel-2-übliche Zweiliter-Vierzylindermotor Ford-Cosworth BD, getunt von Brian Hart. Der Wagen war für die ersten Läufe, Mallory Park am 12. März und Oulton Park Ende März, noch nicht fertig. Daher war das erste tatsächliche Formel-2-Rennen am 3. April die Jochen Rindt Memorial Trophy auf dem Thruxton Circuit. Es zählte zu beiden Meisterschaften und hatte viele Starter, darunter Formel-1-Weltmeister; Formel-1-Piloten hatten keine Punkteberechtigung in der Formel 2. Es gab zwei Qualifikationsrennen über 28 Runden mit vielen Ausfällen. Auch Hawthorne kam in seinem Lauf 2 nicht an. Im Hauptrennen startete er von Platz 22, hielt gut mit und schied in Runde 36 von 50 aufgrund eines Problems bei der Benzinzufuhr aus.

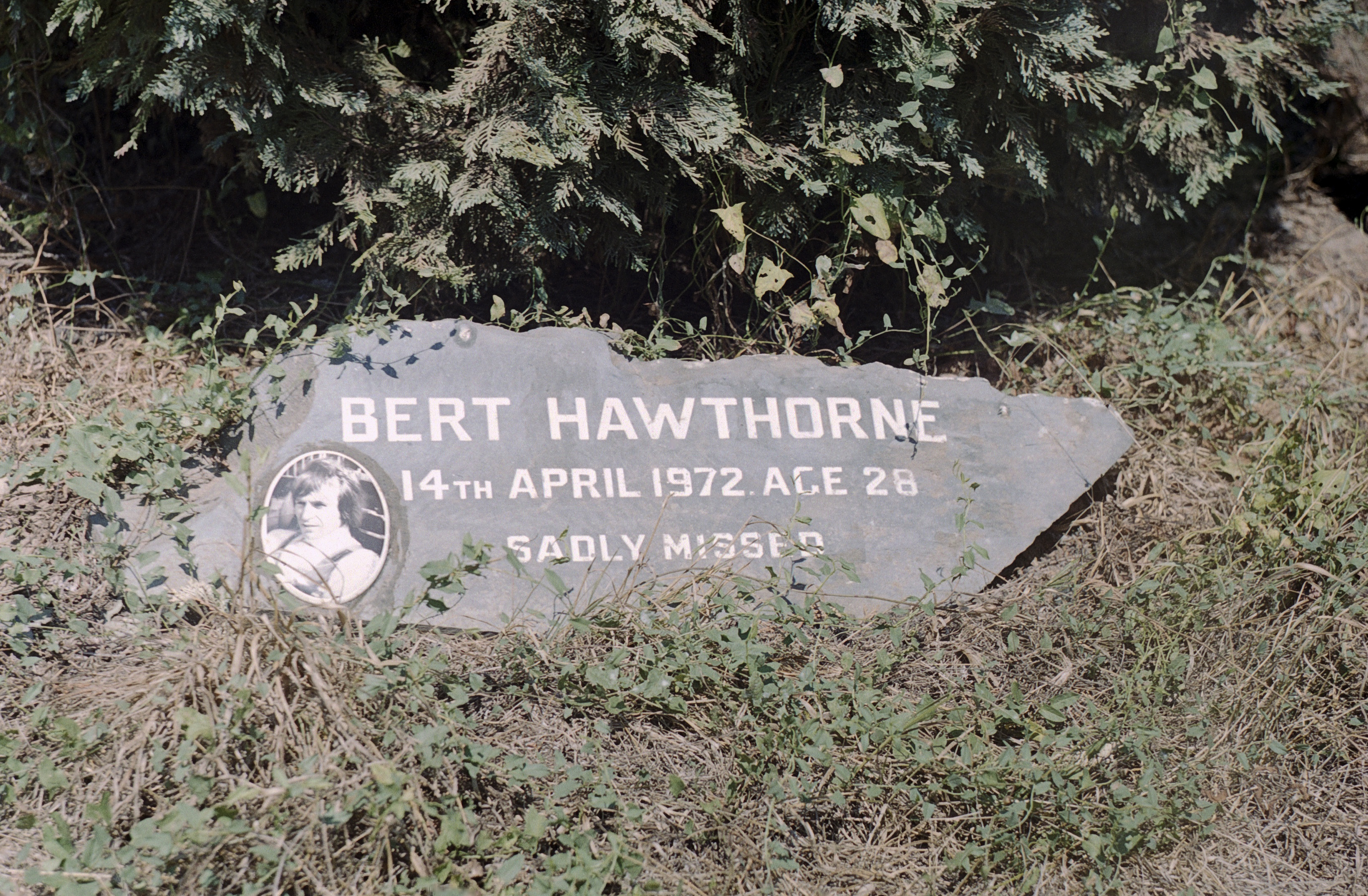
Denkmal für Bert Hawthorne am Hockenheimring

Am 14. April 1972 fand auf dem Hockenheimring ein Training zum „Jim Clark Gedächtnisrennen“ statt. Clark war 1968 auf der schnellen ersten Waldgerade tödlich verunglückt, ein Clark-Denkmal stand bis 2000 im Wald bevor es näher an die verkürzte neue Streckenführung gerückt wurde. Seither wird an der renaturierten Unfallstelle inoffiziell an Clark erinnert, und auch an Hawthorne. Eben dort hatte Hawthorne ein Problem mit seinem Leda. Als Bernd Terbeck in einem älteren Brabham BT36 Hawthorne passieren wollte, blockierte am Wagen von Hawthorne die Hinterradachse und er touchierte den Brabham von Terbeck, der aufgrund der freistehenden Räder in die Luft katapultiert wurde und in die linken Leitplanken krachte. Die Brabham-Räder wurden abgerissen, der Wagen stark beschädigt, aber Terbeck blieb unverletzt. Hawthorne dagegen rutschte mit seinem Wagen im 90-Grad-Winkel rückwärts in die Leitplanken und starb an der Unfallstelle aufgrund eines Genickbruchs.
Nach dem Unfall fuhr Niki Lauda an die Box und fragte die Rennleitung, warum niemand etwas tat, vor der Ostkurve brenne doch ein Wagen. Erst nach einer Dreiviertelstunde wurde ein Rettungswagen zur Unfallstelle geschickt.